# Mildura
Mildura é uma cidade regional no noroeste de Vitória, na Austrália. Localizado no lado vitoriano do rio Murray. Mildura tinha uma população de 33.444 habitantes em 2016. Quando as proximidades de Wentworth, Irymple, Nichols Point e Merbein foram incluídas, a área tinha uma população urbana estimada de 51.903 em junho de 2018, tendo crescido marginalmente a uma taxa média anual de 0,88% em relação ao ano anterior nos cinco anos anteriores. É o maior assentamento da região de Sunraysia. Mildura é um importante centro hortícola notável por sua produção de uvas, fornecendo 80% das uvas de Vitória. Muitas vinícolas também fornecem uvas de Mildura.